# Caeneressa flavolavata
Caeneressa flavolavata là một loài bướm đêm thuộc phân họ Arctiinae, họ Erebidae.